# ایوب خلوتی
ایوب خلوتی (۱۵۸۵–۱۶۶۰) (نسب: ایوب بن احمد بن ایوب، حنفی خلوتی بقاعی صالحی) صوفی سوری در سدهٔ هفدهم میلادی/یازدهم هجری بود. در دمشق زاده شد و همان‌جا درگذشت و در باب‌الفرادیس دفن شد. ذخیرة الأنوار و سمیرة الأفکار بین علم الشریعة و الحقیقة، عقیلة التفرید و خمیلة التوحید، جوهرة العلوم و درة الفهوم، التحقیق فی سلامة الصدیق، ذخیرة الفتح، دلیل الوصل إلی حضرة الرسول و الإغاثة العامة بالکلمات العامة از آثار اوست.